# Barquisimeto
Barquisimeto (gehele naam: Nueva Segovia de Barquisimeto) is de hoofdstad van de deelstaat Lara in het westen van Venezuela. Het ligt tussen Caracas en Maracaibo, aan de rivier Turbio. De stad had 1,1 miljoen inwoners in 2013. Ongeveer 66% van de bevolking is mesties, en de rest bestaat vooral uit immigranten uit Zuid-Europa, China en Libanon. Verder wonen er ook inheemse indianen in de stad.
Barquisimeto werd in 1552 door de Spanjaard Juan de Villegas gesticht.

## Sport
Barquisimeto is de thuisbasis van de voetbalclub Unión Lara. De club speelt in de Segunda División, de op een na hoogste voetbaldivisie van Venezuela.

## Trivia
Eens per jaar (in januari) is er een grote processie, die Divina Pastora heet, waarbij een groot beeld door de straten wordt gedragen. Vaak zijn er rond de 2 miljoen toeschouwers.

## Geboren
- Rafael Cadenas (1930), schrijver
- Gustavo Dudamel (1981), dirigent
- Javier Guédez (1982), judoka
- Dirimo Chávez (1983), honkballer
- Sandra Schenkel (1986), Belgisch atlete